# Ayami Sato
Pour les articles homonymes, voir Sato.
Ayami Sato (里 綾実, Sato Ayami) est une joueuse de baseball japonaise née le 21 décembre 1989 à Kagoshima au Japon.
Elle est considérée comme la meilleure lanceuse et une légende du baseball féminin international.

## Biographie
Ayami Sato naît le 21 décembre 1989 à Kagoshima, sur l'île Amami ō-shima au Japon.
Elle évolue en Ligue japonaise de baseball féminin entre 2013 et 2021.
Avec l'équipe nationale japonaise, elle remporte cinq titres consécutifs à la Coupe du monde de baseball féminin entre 2010 et 2018. Elle est nommée joueuse la plus utile de la compétition en 2014, 2016 et 2018,.
Ayami Sato s'engage en 2025 avec les Maple Leafs de Toronto, une des neuf équipes de l'Intercounty Baseball League (IBL), dans le sud de l'Ontario. Elle est la première femme à rejoindre à une ligue professionnelle masculine au Canada,. Elle fait ses débuts le 11 mai 2025 contre les Panthers de Kitchener. Elle déclare que « Le baseball est le genre de sport que tout le monde peut pratiquer, quel que soit son âge ou son sexe. En jouant davantage avec cette équipe, je veux m'assurer que tout le monde est encouragé à jouer au baseball et à l'apprécier". »
Elle est considérée comme une légende du baseball féminin international,.